# 神田恭兵
神田 恭兵（かんだ　きょうへい）は日本のミュージカル俳優である。

神奈川県出身。1984年6月29日生まれ。A型。（公式プロフィールより）

## 略歴
高校時代、神奈川県民ミュージカルに初出演。主役の1人を演じたのがきっかけで音楽の道を志す。
昭和音楽大学音楽学部音楽芸術運営学科アートマネジメントコースに入学。大学の卒業必要単位が128であったが、ほぼ倍の230単位を取得。
大学三年時、現所属事務所よりスカウトを受ける。スノーボードで山頂にいた時にスカウトの電話を受けた。
（「市報ちがさき」2017年10月1日号より）
大学卒業と同時に、2007年4月より俳優としての活動を開始。
ミュージカル、ストレートプレイ、ライブ、トークイベントなど精力的に活動を続けている。

## 舞台
2007年
- ミュージカル「HONK！」　4月　スペースゼロ

- ミュージカル「蝶々さん」　シアター1010、ほか全国公演

- ミュージカル「ウーマン・イン・ホワイト」初演　　 10月　青山劇場・愛知県勤労会館

- CARE WAVE AID 「僕らがそれをする理由」

2008年
- ミュージカル「ミス・サイゴン」オリジナル版（ ニコラス・ハイトナー演出）　トゥイ役

　  7月～10月　帝国劇場
- CARE WAVE AID vol.3「選ばれた大地　アフリカ」　  11月　新宿文化センター

2009年
- ミュージカル「ミス・サイゴン」トゥイ役　  1～3月　博多座

- ミュージカル「シラノ」初演　  5～6月　日生劇場・梅田芸術劇場メインホール・広島厚生年金会館

- ファミリーミュージカル「きかんしゃトーマス　ソドー島の夏まつり」　  7～8月　全国公演

- ミュージカル「ALL SHOOK UP」（再演）　ディーン役　　 10月　青山劇場・シアターBRAVA・愛知県芸術劇場

2010年
- ミュージカル「ウーマン・イン・ホワイト」（再演）　  1月　青山劇場・シアターBRAVA(大阪）

- ミュージカル「絹の靴下」ブランコフ役　　  5～6月　青山劇場・梅田芸術劇場シアタードラマシティ

- 「ブルースな日々　あぁガス欠」ケン役　　  7月　時事通信ホール

2011年
- WAKI-GUMI PRODUCE「柳生十兵衛」きじ丸役　　  1月　六行会ホール

- てにどう10周年記念祭 シチュエーションコメディ・ファルス「ラブリー・ラブリー!!」三木学役（初主演）　3/16～21　下北沢シアター711

- ミュージカル「スウィーニー・トッド ～ フリート街の悪魔の理髪師 」（再演）　  5月～7月　青山劇場・ほか全国公演

- 帝国劇場100周年記念公演　ミュージカル「ニューヨークに行きたい!!」　  10～11月　帝国劇場・梅田芸術劇場

- TTK公演「お悩みはご一緒に!!」合田優希 役　　  12月　紀伊國屋サザンシアター

2012年
- ミュージカル座「GHOST」メル役（主演）　  2月　六行会ホール

- ミュージカル「サンセット大通り」（初演）　  5月　赤坂ACTシアター、シアターBRAVA

- The Show 「Extension Ⅱ」　  7月　さくらホール

- 劇団TipTapオリジナルミュージカル「Count Down My Life」脚本家役　  2012年8月版 Cチーム[1]　中野ザ・ポケット

2013年
- ミュージカル「シラノ」再演　  1～2月　日生劇場・新歌舞伎座（大阪）

- 「レ・ミゼラブル」新演出版（ローレンス・コナー/ジェームズ・パウエル演出）　フイイ役

　　4～7月帝国劇場、8月博多座、9月フェスティバルホール（大阪）、10月中日劇場、11月帝国劇場凱旋公演
- 「Legendary Ⅵ-THE SHOW OF DREAM-」12月　築地ブディストホール

2014年
- ミュージカル座「プロパガンダ・コクピット」スター役　  1月　ＩＭＡホール

- 「ミス・サイゴン」新演出版（ローレンス・コナー／ダレン・ヤップ演出）トゥイ役

　　7～8月帝国劇場、9月新潟（新潟県民会館）・名古屋（愛知県芸術劇場）・大阪（フェスティバルホール）・福岡（博多座）、10月神奈川（よこすか芸術劇場）
- オフブロードウェイミュージカル「bare」（初演）　マット役　　 12月　中野ザ・ポケット

2015年
- 「レミゼラブル」フイイ役

　　4～5月　帝国劇場、6月　名古屋（中日劇場）、7月　福岡（博多座）、8月　大阪（梅田芸術劇場メインホール）、9月　静岡（清水文化会館マリナート）
- しんゆりシアターミュージカル特別公演2015　ミュージカル「ファンタスティックス」マット役　　 9月　川崎市アートセンターアルテリオ小劇場

- DisGOONie「From Chester Copperpot」／『NEW WORLD』ホアン・ベイカー役　  11月　池袋芸術劇場シアターウエスト

2016年
- AKA Company ミュージカル「tick,tick...BOOM!」ジョン役　  2月　シアター風姿花伝

- ミュージカル「スウィーニー・トッド ～ フリート街の悪魔の理髪師 」（ファイナル公演）　　4～5月　東京芸術劇場プレイハウス、シアターBRAVA、愛知芸術劇場

- 「ミス・サイゴン」新演出版　トゥイ役

　　10月～11月　帝国劇場、12月　岩手（岩手県民会館）、鹿児島（鹿児島市民文化ホール）、福岡（久留米シティプラザ・ザ・グランドホール）、大阪（梅田芸術劇場大ホール）、2017年1月愛知（愛知県芸術劇場）
2017年
- ミュージカル「紳士のための愛と殺人の手引き」　 4月　日生劇場、5月　大阪、福岡、名古屋公演

- ミュージカル「Beautiful」　 7～8月　帝国劇場

- しんゆりシアターミュージカル公演「ねこはしる」　 10月　川崎アートセンターアルテリオ小劇場

- ミュージカル「屋根の上のヴァイオリン弾き」フョートカ役

　 12月　日生劇場
　 2018年1月　大阪（梅田芸術劇場大ホール）・静岡（清水文化会館マリナート）・名古屋（愛知県芸術劇場）・福岡（博多座）、2月　埼玉（ウェスタ川越）
2018年
- Tiptap「Play a Life」浜松公演　夫役　3.4　space-K

- Tiptap「Suicide Party」　初演　3.14～19　すみだパークスタジオ 倉
- ミュージカル「ナイツテイルー騎士物語」7～8月　帝国劇場、9～10月　梅田芸術劇場（出演予定）
- TipTapワークショップリーディング公演　ブロードウェイミュージカル「High Fidelity」ロブ役　12/22～25　すみだパークスタジオ倉

2019年
- ミュージカル「イヴ・サンローラン」　2～3月　よみうり大手町ホール、3月　兵庫県立芸術文化センター 阪急 中ホール

2022年
- スクルージ（2022年12月、日生劇場） - トム・ジェンキンス 役
- ミス・サイゴン（2022年7月〜、帝国劇場） - トゥイ 役[2]

2023年
- ミュージカル「ジェーン・エア」 3月、東京・東京芸術劇場 プレイハウス / 4月、大阪・梅田芸術劇場 シアター・ドラマシティ[3]
- ミュージカル「ピエタ」（5月18日 - 24日、俳優座劇場）
- ミュージカル「スクールオブロック」（8月17日 - 9月18日、東京建物Brillia Hall / 9月23日 - 10月1日、新歌舞伎座）

2024年
- ミュージカル「洪水の前」（2024年1月 - 2月、全国公演）
- ミュージカル「ひめゆり」（2024年4月4日 - 7日、シアター1010）[4]
- 「ゴースト」ミュージカル（2024年6月26日 - 30日、あうるすぽっと）
- ミュージカル「Bye Bye My Last Cut」（2024年11月1日 - 5日、Mixalive TOKYO Theater Mixa）[5]

2025年
- ミュージカル「屋根の上のヴァイオリン弾き」（2025年3月 - 6月、明治座 他） - フョートカ 役[6]
- ミュージカル「Play a Life 10周年記念公演」（2025年5月19日、博品館劇場）[7]
- ミュージカル「魔女の宅急便」（2025年6月19日 - 29日、新国立劇場 中劇場） - オキノ 役[8]
- ミュージカル「ナイツ・テイルー騎士物語ー」ARENA LIVE（2025年8月2日 - 10日〈予定〉、東京ガーデンシアター）[9]
- デスノート THE MUSICAL（2025年11月24日 - 12月14日〈予定〉、東京建物 Brillia HALL / 12月20日 - 23日〈予定〉、SkyシアターMBS / 2026年1月10日 - 12日〈予定〉、愛知県芸術劇場 大ホール / 1月17日・18日〈予定〉、福岡市民ホール 大ホール / 1月24日・25日〈予定〉、岡山芸術創造劇場ハレノワ 大劇場）[10][11]

## ライブ・コンサート
2008年
- ミス・サイゴン感謝ライブ 「Oh！TAM！」　 10月　MOSAiC下北沢

2010年
- ライブ 「V.S.」　2月　芝浦ＭＡＧ

- 上野聖太&神田恭兵LIVE「Circle01」　  11月　渋谷・多作

2011年
- Charity Live 「Only this is !!」Live　　  3月　cafe SaLa

- 震災復興支援ライブ「おとぢから！！」　 8月　なかのZERO大ホール

- 「E・EARTH第一コンサート」

2012年
- 「Arcobaleno 虹！！」10月　青葉台フィリアホール

2013年
- 劇団tiptap『Count Down My Life』 N.Y.公演支援ライブ「Count Down My Life ～　Road to N.Y.」　7/1　四谷SOUND CREEK Doppo

2014年
- 1stソロライブ「Wonderful LIFE‐ホワイトデーとその後に」

　　p.久田菜美  Gt.成尾憲治、15日ゲスト.清水彩花・嘉悦恵都　  3/14、15　四谷SOUND CREEK Doppo　　
- 岡幸二郎デビュー25周年CDリリース記念コンサート「ベスト・オブ・ミュージカル」　11月　東京オペラシティコンサートホール

2015年
- 「岡幸二郎プレミアムコンサートwith九州交響楽団」　1月　アクロス福岡シンフォニーホール

- 2ndソロライブ「Relight」　p.小澤時史、Gt.成尾憲治　1/25　四谷SOUND CREEK Doppo

- 「神田恭兵＆杉山有大 バレンタインライブ」　p.熊谷絵梨　2/14　山王オーディアム

- 「神田恭兵トーク＆ライブ」　MC:立花裕人、p.久田菜美　7/1　汐留BLUE MOOD

- 「岡幸二郎 with オーケストラアンサンブル金沢」　7/25　石川県立音楽堂コンサートホール

- 上野聖太&神田恭兵LIVE『Circle 02』　p.小澤時史　10/10　原宿ストロボカフェ

2016年
- 3rdソロライブ『31』 　p.小澤時史、Gt.成尾憲治　　 6/25　四谷SOUND CREEK Doppo

- 「ブリリアントミュージカルコンサート2016」　 7/24　渋谷区文化総合センター大和田伝承ホール

2017年
- 4th Solo Live『ひらめき』 　p.小澤時史、Gt.成尾憲治、Dr.森拓也　 2/4　四谷SOUND CREEK Doppo

- 4th Solo Live『後夜祭？いやいや10周年前夜祭』 　p.小澤時史、Gt.成尾憲治、Dr.森拓也　 2/5　荻窪ルースターノースサイド

- 1st Talk & Music Live『だん・しんぐ』 　p.小澤時史、Gt.成尾憲治、Dr.森拓也　 6/2　四谷SOUND CREEK Doppo

- 2nd Talk & Music Live『だん・しんぐ❷』　 Gt.成尾憲治　　 10/8　SOUND CREEK Doppo

- 3rd Talk & Music Live『だん・しんぐトライ』 　Gt.成尾憲治、Dr.森拓也　　 12/21　SOUND CREEK Doppo

2018年
- KYOHEI KANDA from 10th ANNIVERSARY to 11th ANNIVERSARY SOLO LIVE vol.5 【WHITE】

　　　p.小澤時史、Gt.成尾憲治、Dr.森拓也
　　【DAY1】4/15（日）阿佐ヶ谷 Next Sunday、【DAY2】4/22（日）汐留 BLUE MOOD
- 6th solo live 『SUMMER BLUE』

　　　p.小澤時史、Gt.成尾憲治、Dr.森拓也　9/8　四谷SOUND CREEK Doppo
- Musical Film×Petit Orchestraコンサート　11/13　三鷹市芸術文化センター 星のホール

## 映像
- 2012.3 TX 日曜ビックバラエティ「ニッポン事件簿～福田和子編」 博之役

## 人物

### 転機
- 2011年3月の東日本大震災中に上演されていた「ラブリー・ラブリー!!」。余震と計画停電の中、劇場を訪れる観客に勇気づけられた（「市報ちがさき」2017年10月1日号）
- 2012年上演の「ミス・サイゴン」に出られなかった時、市村正親さんより「何か足りないものがあったって事だよね、それを考えてごらん」とアドバイスを受け奮起。2014年より再びトゥイ役を演じ続けている。（「シアターガイド」2018年1月号）

### 好きなもの
- ランニングと筋トレ。稽古場では休憩時間にキャストを巻きこんで筋トレを行っている。https://twitter.com/KyouheiKanda/status/903262738893365249
- 健康グッズの解説が得意。https://ameblo.jp/kyouhei-kanda/entry-12133939382.html　https://ameblo.jp/kyouhei-kanda/entry-12029882184.html
- ガンダムが好きで、地方公演に行くと各地のガンダムカフェを訪れる。
- コーヒー、スイカ、アイスクリーム、ウイスキーが好き。
- 箱根駅伝は毎年、現地またはテレビで応援を欠かさない。

### その他
- 福岡公演に行くと訪れる店では、「ミス・サイゴン」のキャラクターにちなんで「幽霊さん」と呼ばれている。https://ameblo.jp/kyouhei-kanda/entry-11607288358.html
- 花粉症、ハウスダスト・猫アレルギーがある。https://ameblo.jp/kyouhei-kanda/entry-10804729715.html
- 「屋根の上のヴァイオリン弾き」清水公演中、フラベリック（鎮咳薬）の副作用で一時的に聴覚異常をきたすが、公演は問題なく終了し快復。自身の副作用の経過と注意喚起のツイートを行っている。https://twitter.com/KyouheiKanda/status/953182017880866816

### 公式サイト
- 【公式ブログ】週刊「神田恭兵」‐明日も絶対晴れるっしょ！‐
- 公式twitter
- 公式Youtubeチャンネル　オリジナル楽曲、自作動画等を公開。
- http://of-kuroki.com/  所属事務所・オフィスクロキHP
- サポーターズクラブ案内　公演情報案内、優先予約、会報、各種イベント、他

### ディスコグラフィ
- Tiptap「Count Down My Life」DVD（2012年8月版、Cチーム）　出演：神田恭兵、須藤香奈、清水彩花、山岸麻美子、木村帆香

- 岡幸二郎CD「ベスト・オブ・ミュージカル」（コーラスにて参加）
- 平原綾香CD「Dear Music ~15th Anniversary Album~」（コーラスにて参加）
- Tiptap「Suicide Party｣ REDチームDVD (2018年）

### アーカイブ動画
- ミュージカル「プロパガンダ・コクピット」より「空」(2013年）（作詞／作曲：藤倉梓　歌：川口竜也、鎌田誠樹、田村良太、神田恭兵）
- 「ミス・サイゴン」
  - 2014年
    - 製作発表
    - 歌唱披露♪モーニング・オブ・ドラゴン／神田恭兵＆アンサンブル(2014年） 　
    - 2014/7/26(土)昼の部カーテンコール映像（帝国劇場）
    - 2014/10/4(土)横須賀公演夜の部・カーテンコール映像[1]

  - 2016年
    - 製作発表「OPENING ACT」
    - 『Miss Saigon』製作発表【歌唱披露メドレー】
    - 『Miss Saigon』JAPAN2016 Official Trailer
    - 11/23(水・祝)帝劇千穐楽特別カーテンコール

- 「紳士のための愛と殺人の手引き」（2017）
  - 『紳士のための愛と殺人の手引き』ゲネプロ　市村正親　柿澤勇人
  - 『紳士のための愛と殺人の手引き』舞台映像【第１弾】
  - 『紳士のための愛と殺人の手引き』舞台映像【第２弾】
- 「ビューティフル」（2017）
  - ミュージカル『ビューティフル』プロモーション映像【舞台映像Ver.】
  - 大スター達による魅惑のミュージカル！『ビューティフル』ダイジェスト映像
  - 8/26（土）千穐楽カーテンコール
- 「屋根の上のヴァイオリン弾き」
  - 制作発表：トーク編
  - 出演者コメント
  - 制作発表：歌唱披露（サンライズ・サンセット）
  - 舞台映像PV（2017年 50周年記念公演）
  - 大千穐楽カーテンコール映像（2018.2.12）
- 動画
  - Wonderful Life（オリジナル曲、2014）
  - 青（オリジナル曲、2016）
  - どうでもいいや（オリジナル曲、2017）
  - 映画「シングストリート」より「UP」
  - WHITE(オリジナル曲、2018)

| スタブアイコン | サブスタブ | この項目は、まだ閲覧者の調べものの参照としては役立たない、俳優（男優・女優）に関連した書きかけの項目です。この項目を加筆・訂正などしてくださる協力者を求めています（P:映画/PJ芸能人）。 |

1. ↑  昆夏美（キム）、上原理生（ジョン）、神田恭兵（トゥイ）、浅沼みう（タム）、スウィングキャストの白山博基、染谷洸太、小島亜莉沙、藤崎みどりの千穐楽